# Gilmar Lopes
Gilmar Silvestre Lopes (* 30. Mai 1989) ist ein brasilianischer Leichtathlet, der sich auf den Langstreckenlauf spezialisiert hat.

## Sportliche Laufbahn
Erste Erfahrungen bei internationalen Meisterschaften sammelte Gilmar Lopes bei den Crosslauf-Weltmeisterschaften 2010 in Bydgoszcz, bei denen er sein Rennen nicht beenden konnte. Auch bei den Halbmarathon-Weltmeisterschaften 2012 in Kawarna gelangte er nicht bis über die Ziellinie und auch nicht bei den Crosslauf-Weltmeisterschaften 2013 in Bydgoszcz. In dem Jahr wurde er aber in 1:04:34 h Dritter beim São Paulo-Halbmarathon. 2015 wurde er nach 1:04:45 h Zweiter beim Rio de Janeiro Golden Four Half Marathon und kurz darauf siegte er in 1:05:43 h beim Halbmarathon in Montevideo. Im Jahr darauf wurde er in Asunción nach 1:04:37 h Zweiter und anschließend nach 1:05:32 h. 2017 siegte er in 1:05:52 h in Rio de Janeiro und im Jahr darauf wurde er nach 2:21:01 h Dritter über die gesamte Marathondistanz. 2019 wurde er bei vier Rennen über die Halbmarathondistanz jeweils Zweiter und benötigte dazu zwischen 1:04:43 h und 1:06:51 h. 2020 wurde er in 1:05:35 h Zweiter beim Meia Maratona do São Paulo und anschließend erreichte er bei den Halbmarathon-Weltmeisterschaften in Gdynia nach 1:03:51 h Rang 75. 2021 belegte er bei den Südamerikameisterschaften in Guayaquil in 14:35,67 min den achten Platz im 5000-Meter-Lauf und konnte sein Rennen über 10.000 m nicht beenden.

## Persönliche Bestleistungen
- 5000 Meter: 14:13,43 min, 12. Dezember 2020 in São Paulo
- 10.000 Meter: 29:09,27 min, 28. April 2012 in São Paulo
- Halbmarathon: 1:03:02 h, 21. August 2011 in Rio de Janeiro
- Marathon: 2:15:38 h, 1. Dezember 2019 in Valencia